# Michael T. Flynn
Michael Thomas Flynn (Middletown, 24 dicembre 1958) è un politico e generale statunitense, consigliere per la sicurezza nazionale del Presidente degli Stati Uniti Donald Trump dal 22 gennaio al 13 febbraio 2017.

## Biografia
Tenente generale dell'United States Army, già direttore della Defense Intelligence Agency (DIA), ex comandante della Joint Functional Component Command for Intelligence, Surveillance and Reconnaissance (JFCC-ISR) ed ex membro del Military Intelligence Board, il 22 gennaio è stato nominato Consigliere per la sicurezza nazionale, ma il 13 febbraio 2017 si è dimesso dal ruolo in seguito a controversie su contatti avuti con l'ambasciatore russo a Washington prima di entrare in carica.
Durante la sua carriera militare, aveva avuto un ruolo chiave nel mettere a punto la strategia antiterrorismo degli Stati Uniti e smantellare le reti di insorti in Afghanistan e in Iraq, e gli furono assegnate numerose missioni di combattimento, operazioni convenzionali eil l speciali di intelligence.
Era stato nominato dal presidente Barack Obama diciottesimo direttore della Defense Intelligence Agency, che diresse dal luglio 2012 al suo ritiro dall'esercito nell'agosto 2014.

Dopo aver lasciato l'esercito, ha fondato il Flynn Intel Group, che ha fornito servizi di intelligence ad aziende e governi, compresi quelli in Turchia.

Flynn è stato per poco tempo consigliere per la sicurezza nazionale del presidente Donald Trump, dal 20 gennaio al 13 febbraio 2017. Si è dimesso dopo che sono emerse notizie che aveva ingannato il vice presidente Mike Pence sulla natura e il contenuto delle sue comunicazioni con l'ambasciatore russo negli Stati Uniti, Sergey Kislyak. Il mandato di Flynn di soli 24 giorni è stato il più breve nella storia dell'ufficio.
Il 27 aprile 2017, l'ispettore generale del Pentagono ha annunciato un'indagine per verificare se Flynn avesse accettato denaro da governi stranieri senza la necessaria approvazione.
Flynn inizialmente si è rifiutato di consegnare i documenti citati al Select Committee on Intelligence del Senato, invocando il quinto emendamento contro l'autoincriminazione, ma è stato elaborato un compromesso con il Committee. Il 1º dicembre 2017, Flynn si è presentato davanti al tribunale federale per formalizzare un accordo con il Consigliere speciale Robert Mueller per dichiararsi colpevole di un solo crimine: di avere "intenzionalmente e consapevolmente" reso "false, inventate e fraudolente dichiarazioni" all'FBI. Ha confermato la sua intenzione di collaborare con l'inchiesta del Consiglio Speciale.

## Primi anni
Michael Thomas Flynn è nato e cresciuto a Middletown, Rhode Island, uno dei nove figli di Helen Frances (Andrews), che lavorava nel settore immobiliare, e Charles Francis Flynn, un banchiere di provincia. Entrambi i suoi genitori sono di origine irlandese.
Michael Flynn si è laureato presso l'Università di Rhode Island con un Bachelor of Science in Management Science nel 1981 e si era laureato militare distinto al Training Corps Reserve Officers. Ha inoltre conseguito un Master in Business Administration in Telecomunicazioni presso la Golden Gate University, un Master in Arte e Scienza Militare presso l'United States Army Command and General Staff College e un Master of Arts in Sicurezza nazionale e Studi strategici presso il Naval War College.
Flynn ha studiato presso il Military Intelligence Officer Basic Course, la Ranger School, il Military Intelligence Officer Advanced Course, l'Army Command and General Staff College, la School of Advanced Military Studies e il Naval War College.

## Carriera militare

### Esercito degli Stati Uniti

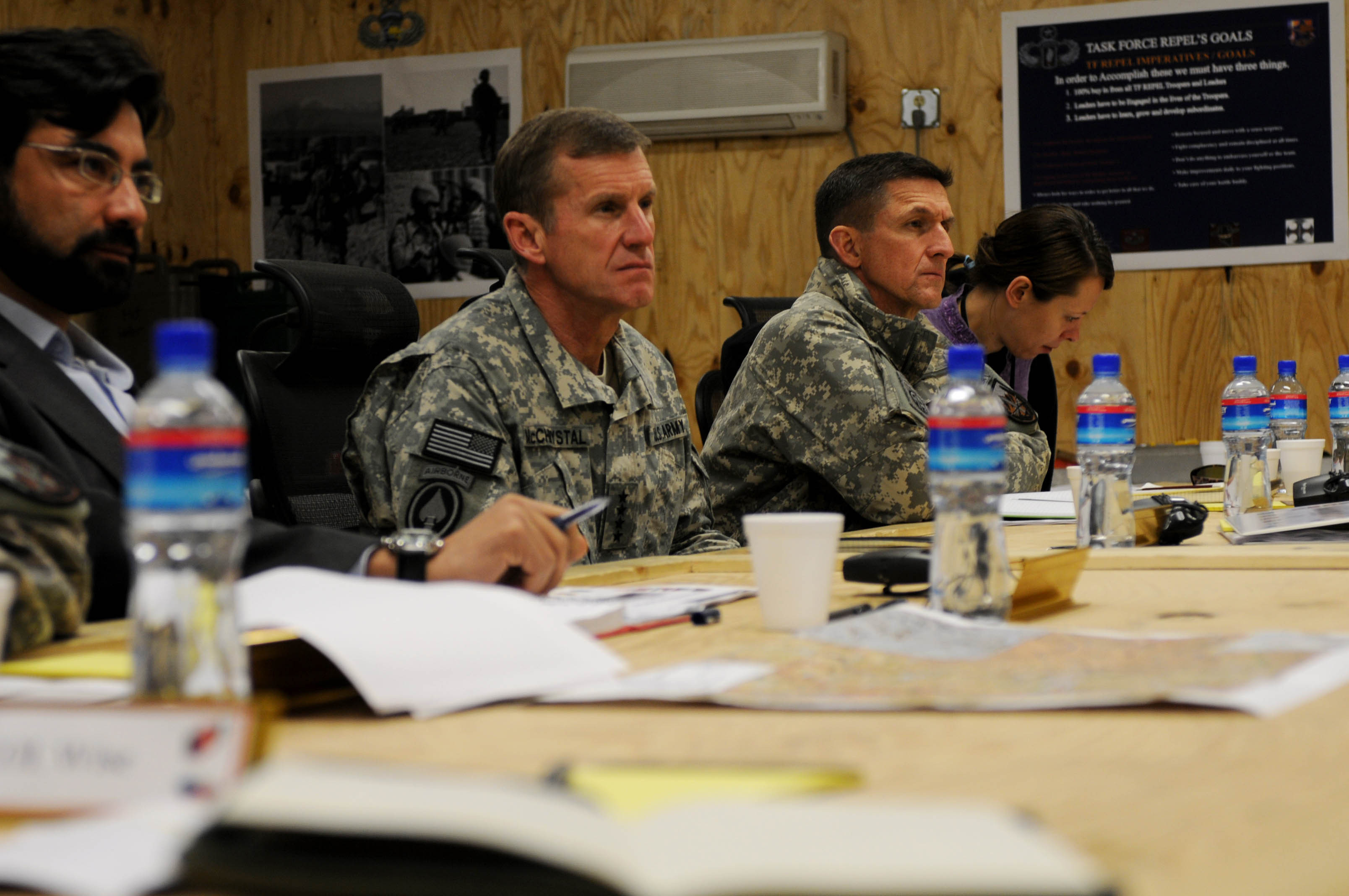
Il Generale Stanley McChrystal e Flynn in Afghanistan, 2010

Flynn fu assunto nell'esercito degli Stati Uniti come sottotenente del servizio segreto militare, nel 1981. I suoi incarichi militari comprendevano più visite a Fort Bragg, nel North Carolina, con l'82ª Divisione aviotrasportata, 18º corpo aviotrasportato e il Joint Special Operations Command, dove partecipò all'invasione di Grenada e all'Operazione Uphold Democracy ad Haiti. Ha anche lavorato con la 25ª divisione di fanteria presso Schofield Barracks, Hawaii, presso il Joint Readiness Training Center di Fort Polk, in Louisiana, e l'Army Intelligence Center di Fort Huachuca, in Arizona.
Flynn è stato assistente capo dello staff, G2, XVIII Airborne Corps a Fort Bragg, North Carolina, dal giugno 2001 e direttore dell'intelligence presso la Joint Task Force 180 in Afghanistan fino al luglio 2002. Ha comandato la 111ª Military Intelligence Brigade dal giugno 2002 al giugno 2004 ed è stato direttore dell'intelligence per il Comando delle operazioni speciali congiunte dal luglio 2004 al giugno 2007, in Afghanistan (Operazione Enduring Freedom) e la Guerra in Iraq (Operation Iraqi Freedom).
Ha lavorato come direttore dei servizi segreti del Comando Centrale degli Stati Uniti da giugno 2007 a luglio 2008, come direttore dei servizi segreti dello Stato maggiore congiunto da luglio 2008 a giugno 2009, quindi direttore dei servizi segreti della International Security Assistance Force in Afghanistan dal giugno 2009 a ottobre 2010.

#### Defense Intelligence Agency

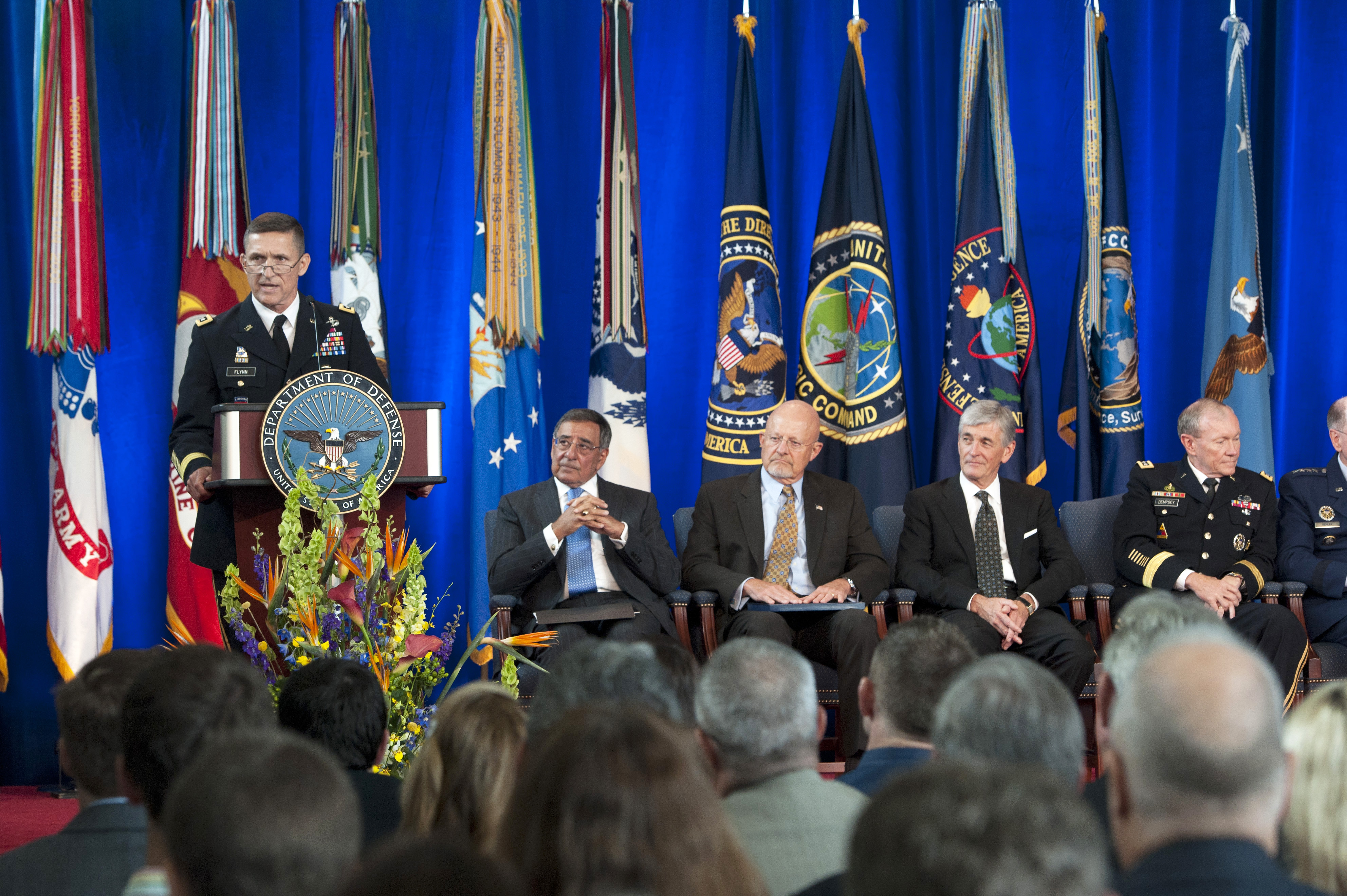
Flynn parla durante il cambio di direzione alla Defense Intelligence Agency nella Joint Base Anacostia–Bolling a Washington, DC.

Da sinistra: Deanie Dempsey; Presidente dello Stato Maggiore congiunto dell'U.S. Army Gen. Martin E. Dempsey; Stephanie Carter; Vicesegretario della Difesa Ash Carter; Lori Flynn e Generale dell'Esercito Michael T. Flynn (11 giugno 2013).

Nel settembre 2011, Flynn è stato promosso generale di divisione e assegnato come vice direttore dell'Intelligence Nazionale presso la direzione. Il 17 aprile 2012, il presidente Barack Obama ha nominato Flynn 18º direttore della Defense Intelligence Agency. Flynn ha assunto il comando della DIA a luglio del 2012. Contemporaneamente divenne comandante del Joint Functional Component Command for Intelligence, Surveillance and Reconnaissance (JFCC ISR) e presidente del Military Intelligence Board (MIB).
Nell'ottobre del 2012, Flynn ha annunciato l'intenzione di pubblicare il suo documento "VISION2020: Accelerating Change Through Integration", un esame dei cambiamenti che riteneva necessari in futuro per la DIA.

#### Collocamento a riposo dall'esercito
Il 30 aprile 2014, Flynn ha annunciato il suo ritiro effettivo entro la fine dell'anno, circa un anno prima di quanto era stato programmato per lasciare il suo ruolo. Secondo quanto riferito, è stato effettivamente costretto ad abbandonare la DIA dopo essersi scontrato con i superiori per il suo presunto stile di gestione caotico e per la visione dell'agenzia. In una e-mail privata che è stata divulgata online, Colin Powell disse di aver sentito nella DIA (a quanto pare dal successivo direttore della DIA Vincent R. Stewart) che Flynn venne licenziato perché era "offensivo con lo staff, non ascoltava, lavorava contro le regole, la sua era una cattiva gestione, ecc." Secondo il New York Times, Flynn mostrava una relazione poco coerente con i fatti, portando i suoi subordinati a riferirsi alle ripetute e discutibili affermazioni di Flynn come "i fatti di Flynn".
Secondo quanto dichiarato da Flynn in un'ultima intervista come direttore della DIA, si sentiva come una voce solitaria nel pensare che gli Stati Uniti erano meno sicuri dalla minaccia del terrorismo islamico nel 2014 di quanto non fosse prima degli attacchi dell'11 settembre; continuò a credere di essere stato messo in pensione per aver messo in discussione la voce pubblica dell'amministrazione Obama che Al Qaida era vicino alla sconfitta. Il giornalista Seymour Hersh scrisse che "Flynn aveva confermato [a Hersh] che la sua agenzia aveva inviato un flusso costante di avvertimenti riservati... sulle terribili conseguenze del rovesciamento del presidente siriano Assad". Flynn raccontò che la sua agenzia stava producendo rapporti di intelligence che indicavano che gli islamisti radicali erano la forza principale dell'insurrezione siriana e "che la Turchia guardava da un'altra parte per quello che riguardava la crescita dello Stato islamico all'interno della Siria".
Secondo Flynn, questi rapporti "hanno avuto un'enorme opposizione dall'amministrazione Obama", che gli sembrava "non volesse sentire la verità". Secondo l'ex funzionario della DIA, W. Patrick Lang: "Flynn è incorso nell'ira della Casa Bianca insistendo nel dire la verità sulla Siria... l'hanno cacciato via. Non voleva stare zitto." In un'intervista ad Al Jazeera, Flynn criticò l'amministrazione Obama per il ritardo nel sostenere l'opposizione in Siria, consentendo così la crescita di Al Nusra e di altre forze estremiste: "quando non capisci e aiuti qualcuno, troverà altri mezzi per raggiungere i suoi obiettivi" e che "avremmo dovuto fare molto prima questo sforzo, ecco, di quello che abbiamo fatto."
Flynn si ritirò dall'esercito degli Stati Uniti con 33 anni di servizio il 7 agosto 2014.

## Dopo il pensionamento

### Società di consulenza
Flynn, con suo figlio Michael G. Flynn, gestivano la Flynn Intel Group Inc, che forniva servizi di intelligence alle imprese e ai governi prima di chiudere nel 2016. La società era stata fondata nell'autunno 2014 e riprese l'attività a giugno 2015 come Delaware General Corporation Law.
Flynn è stato pagato più di 65 000 $ da società collegate alla Russia nel 2015, tra cui 11 250 $ da entrambe le Volga-Dnepr e dalla filiale statunitense di Kaspersky. Altri clienti includevano Palo Alto Networks, Francisco Partners, Brainwave Science e Adobe.
Mentre lavorava come consulente, Flynn è stato membro di numerose organizzazioni, tra cui GreenZone Systems, Patriot Capital, Brainwave, Drone Aviation e OSY Technologies.
Le società controllate dal Flynn Intel Group comprendevano FIG Cyber Inc, con a capo Timothy Newberry e FIG Aviation.

#### Agente straniero
Nel luglio 2016, Flynn ha parlato a una riunione di ACT for America in un momento in cui il tentativo di colpo di Stato in Turchia del 2016 contro il presidente turco Recep Tayyip Erdoğan era ancora in corso. Parlò favorevolmente dei partecipanti al colpo di Stato, dicendo che Erdoğan aveva allontanato la Turchia dalla laicità, spingendola verso l'islamismo, e che i partecipanti al golpe volevano che la Turchia fosse vista come una nazione laica, un obiettivo "per cui valeva la pena battersi".
Entro la fine di settembre 2016, la società di consulenza di Flynn è stata assorbita da Inovo BV, una società di proprietà di Kamil Ekim Alptekin, presidente del Consiglio degli affari turco-americano, ed è una branca del Foreign Economic Relations Board of Turkey (DEIK).
L'8 novembre (giorno delle elezioni negli Stati Uniti), un editoriale scritto da Flynn è stato pubblicato da The Hill, in esso chiedeva il sostegno degli Stati Uniti per il governo di Erdoğan e criticava l'oppositore del regime, Fethullah Gülen, sostenendo che Gülen era a capo di una "vasta rete globale" "che si adattava" alla descrizione di una pericolosa rete di terrore dormiente. A quel tempo, Flynn non rivelò che la sua società di consulenza aveva ricevuto fondi da una impresa con legami con il governo turco. Dopo che i legami di Flynn erano stati divulgati da The Daily Caller, Politico e altri, il direttore di The Hill aggiunse una nota all'articolo di Flynn, affermando che Flynn aveva omesso di rivelare di essere stato ingaggiato in quel momento in un "lavoro di consulenza che potrebbe aver aiutato il governo della Turchia", che la sua azienda aveva ricevuto pagamenti da una società con stretti legami con il governo turco, o che la compagnia aveva rivisto la bozza del redattore prima che fosse presentata a The Hill.
L'8 marzo 2017, Flynn si era registrato al Dipartimento di giustizia come agente straniero per una cifra di 530 000 $ per attività di lobbying prima del giorno delle elezioni. 
Questo lavoro era stato fatto per conto di una società con sede in Olanda che avrebbe potuto aver lavorato per il governo turco.
Il 24 marzo 2017, l'ex direttore della CIA James Woolsey ha dichiarato che nel settembre 2016 Flynn, mentre lavorava per la campagna presidenziale di Trump, aveva partecipato a un incontro in un hotel di New York con funzionari turchi tra cui il ministro degli esteri Mevlut Cavusoglu e il ministro dell'energia Berat Albayrak, genero del presidente della Turchia Recep Tayyip Erdogan e avevano discusso di rapire Fethullah Gülen e di rimandarlo in Turchia, scavalcando il processo legale di estradizione dagli Stati Uniti.
Flynn ha partecipato a una riunione sulla sicurezza nazionale con l'allora candidato Trump nello stesso periodo in cui Flynn lavorava per clienti stranieri, il che solleva preoccupazioni etiche e conflitti di interesse. Flynn è stato pagato almeno 5 000 $ per il servizio come consulente per un progetto russo-statunitense per costruire 40 reattori nucleari in tutto il Medio Oriente, e l'omissione di Flynn di rivelare questo fatto è stato segnalato dai membri della Camera dei Rappresentanti Elijah Cummings ed Eliot Engel come possibile violazione della legge federale.

### Partecipazione alla cena di gala di Russia Today
Il 10 dicembre 2015, Flynn ha partecipato a una cena di gala a Mosca in onore di RT (ex "Russia Today"), un organo di stampa in lingua inglese di proprietà del governo russo, sul quale ha fatto apparizioni semi-regolari come analista dopo essersi ritirato dal servizio del governo degli Stati Uniti.
Alla cena Flynn sedeva accanto al presidente russo Vladimir Putin, inducendo il giornalista Michael di Politico a riferire che "in un momento di semi-ostilità tra Stati Uniti e Russia, la presenza di una figura così importante al tavolo di Putin sorprese" i funzionari statunitensi. Come parte dei festeggiamenti, Flynn ha tenuto un discorso sugli affari mondiali per il quale è stato pagato almeno 45 000 $. Flynn ha giustificato il pagamento di RT in un'intervista con Michael Isikoff.
Il 1º febbraio 2017, membri democratici di rango in sei comitati della Camera hanno inviato una lettera al Segretario alla Difesa James Mattis, chiedendo un'indagine del Dipartimento della Difesa sui legami di Flynn con RT. I legislatori hanno espresso preoccupazione per il fatto che Flynn avesse violato la clausola sui compensi ricevuti da stranieri della Costituzione accettando denaro da RT. The Foreign Emoluments Clause, Article I, Section 9, Clause 8 of the United States Constitution.
Un rapporto del 2017 della United States Intelligence Community indicava la RT come "principale mezzo di propaganda internazionale del Cremlino" e affermava che RT America era stata creata come un'organizzazione non profit autonoma "per evitare il Foreign Agents Registration Act".
Come ufficiale dell'intelligence militare in pensione, a Flynn fu richiesto di ottenere il permesso dal Dipartimento della Difesa e dal Dipartimento di Stato prima di ricevere denaro da governi stranieri. A quanto pare Flynn non chiese l'approvazione prima dell'intervento a RT, e non segnalò il pagamento quando chiese il rinnovo del suo nulla osta di sicurezza due mesi più tardi.
Glenn A. Fine, l'ispettore generale del Dipartimento della Difesa, confermò che stava indagando su Flynn.

### Elezioni presidenziali americane del 2016

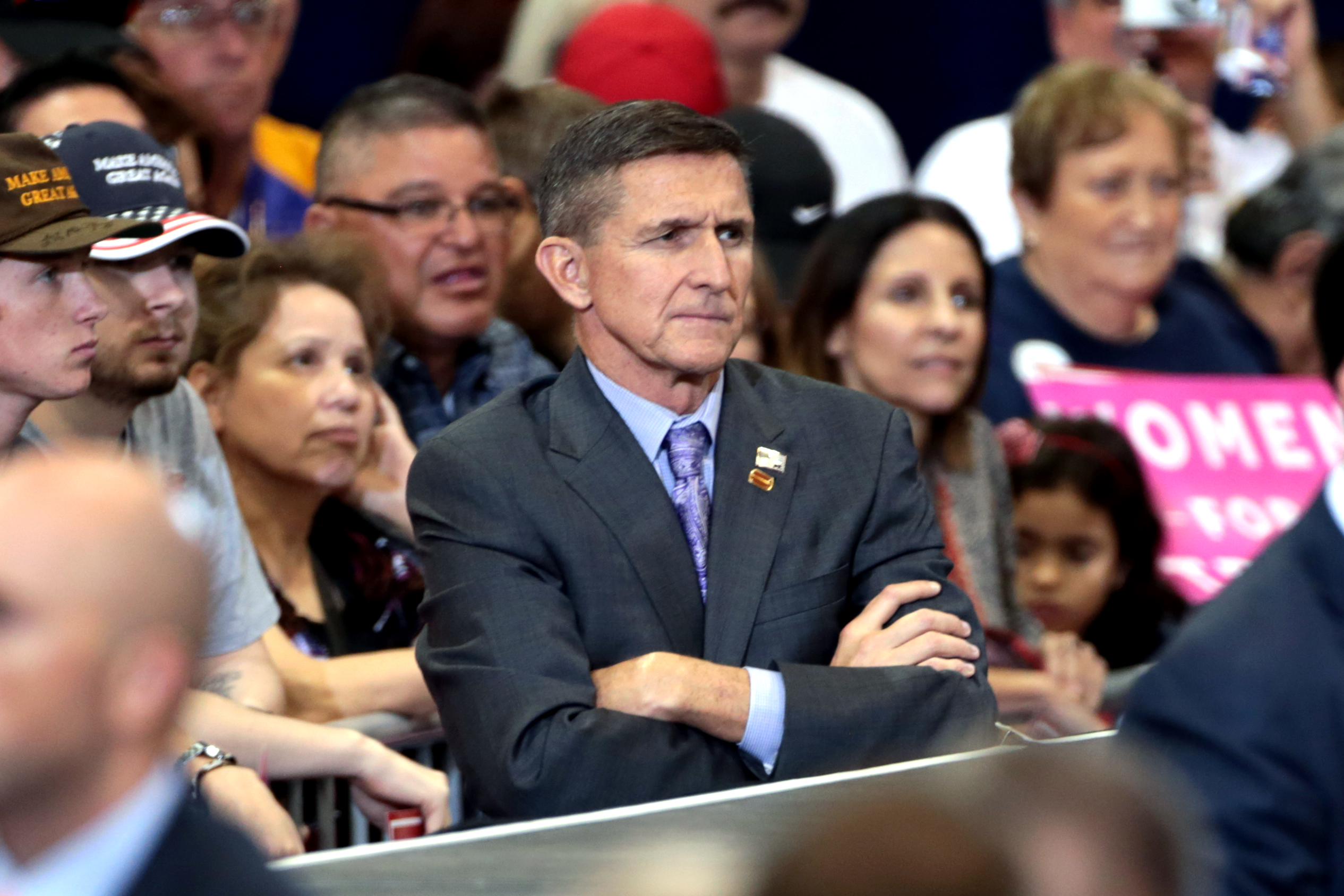
Flynn partecipa a una manifestazione della campagna per l'allora candidato presidenziale repubblicano Donald Trump, nell'ottobre 2016

Essendo già stato consultato sulla sicurezza nazionale da Carly Fiorina e da altri candidati, tra cui Scott Walker, Ben Carson, Ted Cruz e Donald Trump, a Flynn fu chiesto a febbraio 2016 di fare il consulente nella campagna di Trump.
Nel luglio 2016 venne riferito che era considerato il candidato alla vicepresidenza di Trump; Flynn ha poi confermato di aver presentato i documenti da vagliare per la campagna e, anche se era un democratico registrato, era disposto ad accettare la candidatura alla vicepresidenza repubblicana se scelto. Tuttavia Trump ha invece scelto il governatore dell'Indiana Mike Pence.
Come uno dei relatori principali durante la prima notte della Convention nazionale repubblicana del 2016, Flynn ha descritto ciò che il Los Angeles Times ha riportato come un discorso "appassionato", in cui affermava: "Siamo stanchi dei discorsi vuoti di Obama e della sua retorica sconsiderata... Questo, questo ha fatto sì che il mondo non avesse rispetto per la parola dell'America, né temesse la nostra forza "; ha accusato Obama di aver scelto di nascondere le azioni di Osama bin Laden e dello Stato Islamico Flynn ha continuato a criticare la correttezza politica e si è unito alla folla in un canto di "U-S-A! U-S-A!". Durante i canti ha detto a quelli del pubblico: "Fatti coinvolgere! Questo è per il nostro paese."
Durante il discorso, Flynn lanciò un violento attacco alla candidata democratica Hillary Clinton. Ha guidato la folla nei canti di "Rinchiudiamola!"; durante uno di quei canti, ha incoraggiato la folla a continuare, dicendo: "Accidenti! Completamente giusto! Non c'è niente di sbagliato in questo! Ha chiesto alla Clinton di ritirarsi dalla gara, dicendo che "se avessi fatto un decimo di quello che ha fatto, oggi sarei in prigione". Ha ripetuto nelle successive interviste che doveva essere "rinchiusa". Durante la campagna per Trump, anche Flynn si riferiva alla Clinton come al "campo nemico". Sei giorni dopo il discorso, Flynn ha scatenato una polemica ritwittando osservazioni antisemitiche, di cui in seguito si è scusato e ha sostenuto che non erano intenzionali. Durante la campagna elettorale, Flynn ha usato Twitter per pubblicare collegamenti a storie negative su Clinton, come la teoria della cospirazione del Pizzagate. Una volta Flynn si era opposto al waterboarding e ad altre tecniche estreme di interrogatorio che ora sono state bandite; tuttavia, secondo un articolo del Washington Post dell'agosto 2016, a un certo punto, nel contesto dell'apparente apertura di Trump al ripristino di tali tecniche, disse che "sarebbe riluttante a fare scelte fuori discussione". Nel maggio 2016, un giornalista di Al Jazeera ha chiesto a Flynn se sostenesse il piano dichiarato di Trump di "espellere [le] famiglie" di persone sospettate di essere coinvolte nel terrorismo. In risposta, Flynn dichiarò: "Dovrei vedere le circostanze di quella situazione". In un'intervista con Al Jazeera, Flynn ha criticato la dipendenza degli Stati Uniti dai droni che considerava una "strategia fallimentare", affermando che "i risultati sono continui investimenti nel conflitto. Più armi diamo, più bombe facciamo cadere, col risultato... di alimentare il conflitto".

## Consigliere per la sicurezza nazionale

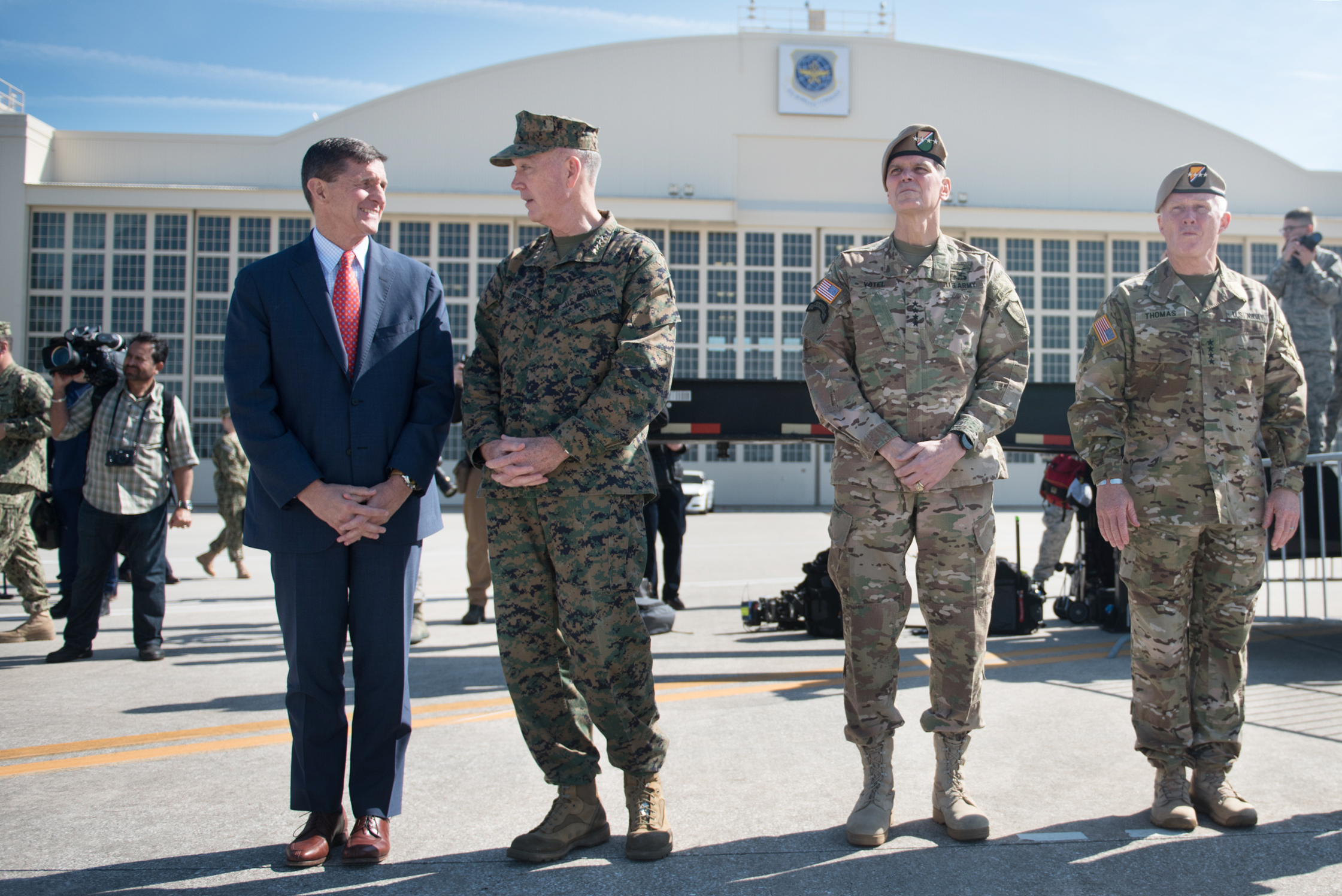
Flynn, il generale Joseph F. Dunford, il presidente del Joint Chiefs of Staff, il generale Joseph Votel e il generale Raymond A. Thomas alla base aerea di MacDill (6 febbraio 2017)

Il 10 novembre 2016, il presidente Obama ha messo in guardia il presidente eletto Trump contro l'assunzione di Flynn. Durante il loro incontro nello Studio Ovale due giorni dopo le elezioni, Obama ha espresso "profonda preoccupazione" per l'assunzione di Flynn in un posto di sicurezza nazionale delicato e di alto livello.
Il 18 novembre 2016, Flynn ha accettato l'offerta di Trump per la posizione di consigliere per la sicurezza nazionale. Prima della sua nomina, fonti dei media, tra cui il Washington Post e l'Associated Press, avevano già criticato le sue strette relazioni con la Russia, e la sua accettazione di teorie del complotto anti-Clinton e notizie false nella campagna presidenziale del 2016.
Nel dicembre 2016, Flynn incontrò Heinz-Christian Strache, leader del partito di estrema destra Partito della Libertà Austriaco (FPÖ), alla Trump Tower di New York. L'incontro attirò l'attenzione perché l'FPÖ era stato fondato da ex-nazisti nel 1950, e perché Strache aveva recentemente firmato un accordo di cooperazione con il partito al governo di Vladimir Putin Russia Unita. Nella campagna elettorale Trump si rifiutò di commentare l'incontro.
Il 29 dicembre 2016, Flynn parlò con l'ambasciatore russo Sergey Kislyak, lo stesso giorno in cui l'amministrazione Obama aveva annunciato misure di ritorsione in risposta all'interferenza nella campagna presidenziale statunitense del 2016 da parte del governo russo. La conversazione telefonica a quanto si dice sarebbe stata sentita con sospetto dai consiglieri di Obama che erano stati informati sul suo contenuto dall'FBI come un possibile accordo segreto tra la squadra dirigente subentrante e Mosca, cosa che avrebbe potuto violare il quiescente Logan Act che impedisce ai cittadini non autorizzati di negoziare con potenze straniere nelle controversie con gli Stati Uniti. Il giorno dopo la segnalazione di David Ignatius, il Portavoce della Casa Bianca subentrante di Trump, Sean Spicer disse che la conversazione era avvenuta il 28 dicembre e che quindi non avrebbe potuto toccare le misure di rappresaglia o la risposta della Russia; Spicer in seguito dovette correggersi sulla data della conversazione.
Il 4 gennaio 2017, Flynn informò Don McGahn, poco prima di diventare consigliere della Casa Bianca, che era sotto inchiesta per il suo lavoro con la Turchia. Dieci giorni prima della cerimonia di insediamento di Donald Trump, Flynn disse all'allora Consigliere per la sicurezza nazionale Susan Rice di non procedere con un'invasione pianificata di Raqqa ma di usare le Unità di Protezione Popolare dei curdi. La decisione di Flynn avrebbe ritardato la campagna, che aveva richiesto sette mesi di pianificazione, di molti altri mesi, ma era coerente con le obiezioni turche di servirsi delle truppe curde.
Il sostituto procuratore generale Sally Yates, nella testimonianza dell'8 maggio davanti alla sottocommissione per il crimine e il terrorismo del comitato giudiziario del Senato, disse che l'FBI aveva interrogato Flynn, il 24 gennaio 2017. Sulla base dei risultati di quell'interrogatorio, ha fatto una richiesta "urgente" di incontrare McGahn. Si è incontrata con lui il 26 gennaio e di nuovo il 27 gennaio.  Informò McGahn che Flynn era "compromesso" e probabilmente ricattabile dai russi. La Yates disse a McGahn che Flynn aveva ingannato Pence e altri funzionari dell'amministrazione sulla natura della sua conversazione con l'ambasciatore russo. Ha aggiunto che la "condotta di fondo" di Flynn, che non poteva descrivere a causa della segretazione, "era problematica in sé e per sé", dicendo che" (Flynn) era molto più di un funzionario della Casa Bianca che imbroglia un altro". L'ex Segretario della Difesa degli Stati Uniti Robert Gates ha definito la possibilità di Flynn di essere ricattato "un'esagerazione". pur riconoscendo che la sua falsa affermazione era "un problema... di cui vorrei parlare al presidente".
Il 22 gennaio 2017, il The Wall Street Journal ha riferito che Flynn era sotto inchiesta da parte di agenti del controspionaggio statunitense per le sue comunicazioni con funzionari russi. L'8 febbraio 2017, Flynn ha negato categoricamente di aver parlato a Kislyak nel dicembre 2016 delle sanzioni imposte alla Russia dall'amministrazione Obama; tuttavia, il giorno successivo, i funzionari dell'intelligence USA hanno messo a disposizione un resoconto che indicava che tali discussioni avevano effettivamente avuto luogo. In seguito a questa rivelazione, il portavoce di Flynn ha rilasciato una dichiarazione secondo cui Flynn "ha dichiarato che mentre non aveva alcun ricordo di aver discusso delle sanzioni, non poteva essere certo che l'argomento non fosse mai venuto fuori".

### Licenziamento e inchiesta
Il 13 febbraio 2017, Flynn rassegnò le dimissioni da Consigliere per la sicurezza nazionale, in seguito a notizie sui suoi rapporti con l'ambasciatore russo Sergey Kislyak e ulteriori informazioni sul fatto che avesse ingannato il vice presidente su di essi. Il mandato di 24 giorni di Flynn come consigliere per la sicurezza nazionale è stato il più breve nei 63 anni di storia dell'ufficio. Le comunicazioni che ha avuto con l'ambasciatore russo sono state desecretate e fatte trapelare alla stampa.
Commentando le dimissioni di Flynn, il 14 febbraio il segretario della Casa Bianca, Sean Spicer, ha dichiarato: "Siamo arrivati a un punto non basato su un problema legale, ma basato su un problema di fiducia, in cui un livello di fiducia tra il presidente e il generale Flynn si è eroso fino al punto in cui sentiva di dover cambiare... Il problema qui era che il presidente arrivò al punto in cui la relazione del generale Flynn - ingannando il vicepresidente e gli altri, o la possibilità che avesse dimenticato i dettagli critici di questa importante conversazione aveva creato una massa critica e una situazione insostenibile. Ecco perché il Presidente ha deciso di chiedere le sue dimissioni, e le ha ottenute."
Lo stesso giorno (14 febbraio), il presidente Trump ha incontrato il direttore dell'FBI James Comey nello Studio ovale e, a quanto riferito, gli ha detto "Spero che tu possa vedere il modo di lasciar andare Flynn" aggiungendo "che è un bravo ragazzo." Comey successivamente testimoniò che: "Avevo capito che il Presidente chiedeva di interrompere qualsiasi indagine su Flynn in relazione a dichiarazioni false sulle sue conversazioni con l'ambasciatore russo in dicembre... Non ho capito se il presidente parlasse di una più ampia indagine sulla Russia o di possibili collegamenti alla sua campagna". La correttezza, e persino la legittimità, di queste parole che Trump avrebbe detto a Comey su Flynn sono diventate oggetto di un considerevole dibattito pubblico. Diversi mesi dopo aver licenziato Flynn, Trump ha anche licenziato Comey, cosa che Comey ha attribuito alle indagini sulla Russia dell'FBI. Flynn si era offerto di testimoniare all'FBI o al comitato del Senato e dell'Intelligence della Camera relativamente all'indagine russa in cambio dell'immunità dall'azione penale.
Tuttavia, il Select Committee on Intelligence del Senato ha respinto l'offerta di Flynn di testimoniare in cambio dell'immunità. Flynn inizialmente ha rifiutato di rispondere a un mandato di comparizione del Comitato di Intelligence del Senato, invocando il quinto emendamento contro l'autoincriminazione, ma lui e il comitato hanno successivamente raggiunto un compromesso. L'ispettore generale del Pentagono sta anche esaminando se Flynn abbia accettato denaro da governi stranieri senza la necessaria approvazione.
Il 5 novembre 2017, NBC News ha riferito che Robert Mueller aveva prove sufficienti per le accuse contro Flynn e suo figlio; Michael G. Flynn. Il 10 novembre, il Wall Street Journal ha riferito che Flynn era sotto inchiesta da parte di Mueller per aver presumibilmente pianificato un rapimento e una consegna extra - giudiziaria del religioso turco Fethullah Gülen alla Turchia. Il 22 novembre, NBC News ha riferito che il socio d'affari Bijan Kian di Michael T. Flynn è oggetto dell'indagine di Mueller. La NBC ha anche riferito che un uomo d'affari turco di nome Reza Zarrab, sentito l'anno scorso dalle autorità statunitensi a Miami sulle violazioni delle sanzioni iraniane e sulle accuse di riciclaggio di denaro, sta offrendo prove contrarie.
Il 23 novembre 2017, venne riferito che gli avvocati di Flynn avevano notificato al team legale di Trump che non potevano più discutere sulle indagini di Mueller, suggerendo che Flynn avrebbe potuto cooperare con il pubblico ministero o negoziare un accordo.

### Patteggiamento e ammissione di reato
Il 1º dicembre 2017, il consulente speciale Robert Mueller ha acconsentito a un patteggiamento in cui Flynn si è dichiarato colpevole di aver  "intenzionalmente e consapevolmente" fatto "dichiarazioni false, fittizie e fraudolente" all'FBI per quanto riguardava le conversazioni con l'ambasciatore russo. In particolare, Flynn è accusato di aver falsamente affermato di non aver chiesto all'ambasciatore russo negli Stati Uniti, Sergey Kislyak, il 29 dicembre 2016, di "astenersi dall'escalation della situazione in risposta alle sanzioni che gli Stati Uniti avevano imposto contro la Russia lo stesso giorno." Flynn si è dichiarato colpevole lo stesso giorno e ha riconosciuto di aver collaborato all'inchiesta di Mueller. Flynn dichiarò:
Dopo le ammissioni di Flynn, a suo figlio, Michael G. Flynn, non è stato fatto alcun addebito.
Il reporter di Bloomberg Eli Lake ha ipotizzato in un suo articolo che Jared Kushner, il membro anziano del transition team di Trump, ha descritto nei documenti di giustificazione di Flynn che a Flynn era stato consigliato di contattare funzionari di governi stranieri, inclusa la Russia, chiedendo loro di ritardare o votare contro la risoluzione delle Nazioni Unite sulla questione degli insediamenti israeliani, contrariamente alla posizione dell'amministrazione Obama, ancora in carica, di sostegno alla risoluzione. Molti altri mezzi di comunicazione hanno aderito all'ipotesi sulle potenziali imminenti accuse penali ai membri dello staff del Presidente eletto Trump e potenzialmente al Presidente eletto stesso, a causa del patteggiamento di Flynn e della volontà di collaborare con l'inchiesta Mueller sull'interferenza russa nelle elezioni del 2016.

## Opinioni politiche
Flynn è un democratico iscritto, cresciuto in una "famiglia convinta democratica". Tuttavia, è stato un oratore principale durante la prima notte della Convention nazionale repubblicana del 2016, ed era un sostituto e consigliere per la sicurezza nazionale del presidente Donald Trump.
Durante un'intervista del 10 luglio 2016 nella trasmissione This Week della ABC News, su richiesta della conduttrice Martha Raddatz sulla questione dell'aborto, Flynn ha dichiarato: "Le donne devono essere in grado di scegliere". Il giorno dopo, su Fox News, Flynn disse di essere un "democratico pro-vita".
Flynn è stato membro del consiglio di amministrazione di ACT! for America, e vede la fede musulmana come una delle cause alla radice del terrorismo islamista. Ha descritto l'Islam come un'ideologia politica e un cancro. Una volta ha twittato che "la paura dei musulmani è RAZIONALE" e includeva un collegamento video che sosteneva che l'Islam voleva "l'80% delle persone rese schiave o sterminate". Inizialmente favorevole alla proposta di Trump di vietare ai musulmani di entrare negli Stati Uniti, Flynn in seguito ha dichiarato ad Al Jazeera che un divieto generalizzato era impraticabile e ha chiesto invece di "controllare" le persone provenienti da paesi come la Siria. Flynn ha dichiarato che gli Stati Uniti "dovrebbero estradare Fethullah Gülen " in Turchia e "lavorare costruttivamente con la Russia" in Siria. Nel 2016, ha detto di aver visto personalmente le foto di cartelli nella zona di confine sud-occidentale che erano in arabo per aiutare i musulmani a entrare illegalmente negli Stati Uniti.
Un funzionario del National Border Patrol Council ha risposto che l'organizzazione non era a conoscenza di tali segnali.

## Scritti
Insieme a Matthew Pottinger è stato autore, nel gennaio 2010, di un rapporto, intitolato Fixing Intel: A Blueprint for Making Intelligence Relevant in Afghanistan, che, dapprima caduto nel disinteresse nel Pentagono, ha poi suscitato scalpore dopo esser stato pubblicato dal think-tank Center for a New American Security. Nel report si sosteneva che le agenzie di intelligence statunitensi "devono aprire le loro porte a chiunque sia disposto a scambiare informazioni, compresi gli afghani e le ONG, nonché l'esercito americano e i suoi alleati".
Flynn è anche autore di The Field of Fight: Come possiamo vincere la guerra globale contro l'Islam radicale e i suoi alleati, in collaborazione con Michael Ledeen, che è stato pubblicato dalla St. Martin's Press nel 2016. Nel recensire il libro, Will McCants, della Brookings Institution, descriveva la visione del mondo di Flynn come una confusa combinazione di neoconservatorismo (un'insistenza a distruggere ciò che considera un'alleanza di tirannie, dittature e regimi islamisti radicali) e di realismo politico (disponibilità a lavorare con tiranni "amici"), pur riconoscendo che ciò potrebbe essere conseguenza del fatto che il libro aveva due autori.